# Else Marie Friis
Else Marie Friis (Holstebro, 1947) is een Deense botanica die is gespecialiseerd in paleobotanie. 
In 1975 studeerde ze af aan Aarhus Universitet met geologie als hoofdvak en botanie als bijvak. In 1980 promoveerde ze op het proefschrift Microcarpological studies of Middle Miocene floras of Western Denmark. Daarna was ze wetenschappelijk onderzoeker namens de British Council bij Bedford College in Londen. In 1982 werkte ze met David Dilcher in Bloomington (Indiana). In 1987 werd ze benoemd tot hoogleraar in de paleobotanie en tot hoofd van de afdeling paleobotanie van het Naturhistoriska riksmuseet in Stockholm. In 1995 was ze gasthoogleraar aan de Universität Zürich
Friis houdt zich bij het Naturhistoriska riksmuseet bezig met onderzoek naar de ontstaansgeschiedenis van bedektzadigen (bloemplanten) met de nadruk op voortplantingsbiologie, fylogenie en paleo-ecologie. Hierbij baseert ze zich op de studie van de voortplantingsorganen (bloemen, vruchten, zaden, meeldraden, stuifmeel) van planten uit het Krijt (145-65 miljoen jaar geleden). Ook onderzoekt ze de ontstaansgeschiedenis van de orde Gnetales. Friis heeft onderzoek gedaan in landen als Zweden, de Verenigde Staten, Portugal, Kazachstan, Japan, Brazilië, China en Duitsland. 
Friis is de hoofdredacteur van het wetenschappelijke tijdschrift Grana. Ze heeft meer dan honderd publicaties op haar naam in tijdschriften als American Journal of Botany, Annals of the Missouri Botanical Garden, Nature, Science, International Journal of Plant Sciences, Annals of Botany, Botanical Journal of the Linnean Society , Philosophical Transactions of the Royal Society , Grana, Proceedings of the National Academy of Sciences en Systematic Botany. Samen met William Gilbert Chaloner en Peter Crane voerde ze de redactie over het boek The Origins of Angiosperms and their Biological Consequences dat in 1987 bij Cambridge University Press verscheen
Friis is lid van organisaties als de International Palaeontological Association, de International Organisation of Palaeobotany, de International Association for Plant Taxonomy, de Linnean Society of London, de Kongelige Danske Videnskabernes Selskab, de Kungliga Vetenskapsakademien en de Paläontologische Gesellschaft (corresponderend lid). Ze ontving een eredoctoraat van de Lunds universitet. 